# Лукашевич Іван Володимирович
Іва́н Володи́мирович Лукаше́вич (псевдо «Хантер») —український спецслужбовець, бригадний генерал військової контррозвідки СБУ. Знаний як розробник великокаліберної снайперської гвинтівки «Володар обрію» та ідеолог створення безпілотних надводних апаратів, що активно застосовували українські військові в Битві за Чорне море.

## Життєпис
Упродовж 2014—2016 років очолював снайперський відділ 6-го управління Центру спецоперацій «А» Служби безпеки України.
У 2016—2020 роках був заступником начальника 5-го управління Департаменту контррозвідки СБУ.
Перед початком широкомасштабного вторгнення РФ в Україну був головним свідком у справі генерал-майора Валерія Шайтанова, якого СБУ заарештувала за підозрою в державній зраді, а також був учасником операції з його затримання.
За версією Служби безпеки України, ідею створення ударних надводних безпілотників «Хантер» вигадав під час відвідування полігону, де побачив установлення терміналів Starlink на БПЛА й вирішив, що можна встановити ці термінали на морський безпілотник і підтримувати супутниковий зв'язок. Після цього він та голова СБУ Василь Малюк звернулись до командувача ВМСУ Олексія Неїжпапи, який надав команду фахівців для консультацій зі створення човнів і керування ними. Перші зразки було випробувано в липні 2022 року.
18 лютого 2025 року Іван Лукашевич на виставці Defense Innovation Forum 2025 представив історію відбиття морських маршрутів у Чорному морі в 2022 році, та розвиток "Sea Baby" .

## Нагороди
За особисту мужність і героїзм, виявлені у захисті державного суверенітету та територіальної цілісності України, вірність військовій присязі під час бойових дій та при виконанні службових обов'язків, відзначений:
- 13 серпня 2015 року —нагороджений орденом Богдана Хмельницького ІІІ ступеня.[джерело?]

- За особисті заслуги у зміцненні національної безпеки, мужність і героїзм під час бойових дій, високий професіоналізм та зразкове виконання службового обов'язку, відзначений — 21 березня 2019 року — нагороджений орденом «За мужність» III ступеня[9]
- 28 червня 2023 року «за визначні особисті заслуги у захисті суверенітету та територіальної цілісності України, самовіддане служіння українському народу, вірність військовій присязі» нагороджений відзнакою Президента України «Хрест бойових заслуг»[10]
- Нагороджений відзнакою Президента України «Національна легенда України» (2024)[11]